# Zhao Tao
Zhao Tao (xinès: 赵涛)  (Taiyuan, 28 de gener de 1977) és una actriu xinesa. Ha treballat a la Xina i ocasionalment a Europa, i ha aparegut en més de deu pel·lícules i diversos curtmetratges des que va iniciar la seva carrera el 1999. És coneguda per les seves col·laboracions amb el seu marit, el director Jia Zhangke, com ara Platform (2000), Still Life (2006) i A touch of sin (2013). Amb La petita Venècia (2011) es va convertir en la primera actriu asiàtica a guanyar un premi David di Donatello. Va rebre dues nominacions als premis de Cinema Cavall d'Or per Mountains May Depart (2015) i Jiang hu er nü (2018). L'any 2020, The New York Times la va classificar com a número 8 a la seva llista dels 25 millors actors del segle XXI.

## Trajectòria
Zhao va néixer el 28 de gener de 1977 a Taiyuan, que també és la ciutat natal de l'heroïna de Still Life. De petita, va estudiar dansa clàssica xinesa. El 1996 es va matricular al departament de dansa de l'Acadèmia de Dansa de Beijing. Després de graduar-se, es va convertir en professora de dansa al Taiyuan Normal College, on Jia la va conèixer durant el càsting per a Platform.
El 2011 va protagonitzar la pel·lícula italiana La petita Venècia d'Andrea Segre, que es va projectar a la 68a Mostra Internacional de Cinema de Venècia. Zhao va guanyar el premi David di Donatello a la millor actriu protagonista pel seu paper bilingüe.